# Roseli Timm
Roseli Ana Timm (São Paulo, 25 de julho de 1962) é uma ex-voleibolista indoor brasileira que obteve destaque nesta modalidade no início de sua carreira, e mais tarde dedicou-se a modalidade de Vôlei de praia.Nas quadras atuou nas posições de Levantadora e Ponta, e conquistou nas categorias de base da Seleção Brasileira a medalha de ouro no Campeonato Sul-Americano Juvenil em 1978 no Brasil, pela seleção principal disputou a Copa do Mundo de 1985 no Japão e  Campeonato Mundial de 1986 na República Tcheca.Em clubes foi medalhista de prata nas edições do ano de 1988 e  tempos depois migrou para  a modalidade na praia e tornou-se a primeira jogadora brasileira ao lado de sua então parceria Isabel Salgado a conquistar a medalha de ouro numa etapa do Circuito Mundial de Vôlei de Praia nos Estados Unidos no ano de 1994, finalizando com vice-campeonato do Circuito Mundial de 1994-95, e nesta modalidade foi semifinalista na edição do Goodwills Games de 1994 na Rússia e no torneio de exibição da modalidade na edição dos Jogos Olímpicos de Barcelona alcançou a medalha de bronze.

## Carreira
Em 1978 estava presente nas categorias de base da Seleção Brasileira, sendo convocada na categoria juvenil, disputou Campeonato Sul-Americano Juvenil no Rio de Janeiro, ocasião da medalha de ouro.
Iniciou sua carreira profissional pelo C.A.Paulistano conquistando de forma invicta a edição do Campeonato Paulista de 1982 e campeã do Campeonato Brasileiro no mesmo ano. Em 1984 atuava pelo Flamengo/Limão Brahma.
Representou o país através da seleção principal na edição da Copa do Mundo de 1985 no Japão e obteve o sexto lugar. No ano seguinte, recebeu convocação para a Seleção Brasileira para disputar a edição do Campeonato Mundial em Praga, República Tcheca e nesta edição alcançou a quinta colocação final, época que estava vinculada a Supergasbras, utilizada na época em duas funções como elemento surpresa, ataque e levantamento.
Pela Supergasbras conquistou o título do Campeonato Carioca de 1986, o título do Campeonato Brasileiro no mesmo ano, sagrando-se vice-campeã na edição do ano de 1987, mesmo posto obtido na Liga Nacional de 1989-1990, também conquistou a medalha de prata no Campeonato Sul-Americano de Clubes de 1988 em Assunção, Paraguai e novamente o vice-campeonato na edição de 1990 em Buenos Aires, Argentina.
Na temporada 1991-92 atuou pelo Botafogo F.R quando disputou o Torneio Seletivo, este classificatório para a correspondente Liga Nacional, não alcançando a meta nesta ocasião.
Resolveu ingressar no vôlei de praia após abandonar as quadras, e em 1992 formou dupla inicialmente com Roseliane dos Santos e com esta disputou o Aberto de Almeria, válido pelo Circuito Mundial 1992-93, quando foram medalhista de bronze, na mesma temporada ainda jogou uma etapa com Isabel Salgado, ou seja, na etapa do Aberto do Rio de Janeiro, quando finalizaram na quinta colocação.
Ao lado de Isabel conquistou o vice-campeonato do Circuito Brasileiro Banco do Brasil de 1993. Com esta atleta sagrou-se duas vezes vice-campeãs pelo Circuito Mundial de 1993-94, nas etapas dos Abertos de Santos e La Serena, além do inédito título da etapa de Miami em 1994, Estados Unidos, entrando para a história como a primeira dupla brasileira a vencer uma etapa doo referido circuito.
Em 1994 competiu com Rejane Cannes pelo Circuito Banco do Brasil, novamente ficando com o vice-campeonato geral. E com Isabel conquistou o bronze no Grand Slam de Carolina (Porto Rico) no Circuito Mundial 1994-95, além do nono lugar no Aberto de La Serena, sétimo no Aberto do Rio de Janeiro, bronze no Aberto de Santos e o vice-campeonato no Aberto de Osaka  além da quarta colocação no Jogos da Boa Vontade (Goodwills Games) realizados em São Petersburgo, Rússia, torneio válido pelo circuito mundial, conquistando o vice-campeonato geral do Circuito Mundial 1994-95.
Iniciou a temporada 1995-96 pelo Circuito Mundial ao lado de Ana Richa, mas só alcançaram a vigésima oitava posição no Aberto de Clearwater, em seguida voltou a competir com Isabel e obtiveram a décima sétima colocação no Aberto de Santos , décimo terceiro lugar no Aberto do Rio de Janeiro e o sétimo no Aberto de Carolina (Porto Rico).
No ano de 1996 formou dupla com Renata de Castro e competiram no Circuito Mundial correspondente, obtendo nas etapas: o trigésimo terceiro lugar na Série Mundial de Hermosa, décimo sétimo lugar no Grand Slam de Carolina (Porto Rico, décimo terceiro lugar na Série Mundial de Recife, nono lugar na Série Mundial de Maceió e o sétimo lugar na Série Mundial de Salvador. E última vez que competiu pelo Circuito Mundial foi em 1997 ao lado de Gerusa Ferreira, ocasião que alcançaram o nono lugar no Aberto do Rio de Janeiro.

## Títulos e resultados
- Goodwills Games:1994[10]
- Aberto de Miami:1993-94[10]
- Aberto de La Serena:1993-94[10]
- Aberto de Osaka:1994-95[10]
- Aberto de Santos:1993-94[10]
- Aberto de Santos:1994-95[10]
- Grand Slam de Carolina (porto Rico):1994[10]
- Aberto de Almeria:1992-93[10]
- Circuito Brasileiro Banco do Brasil:1993,[12] 1994[15]
- Campeonato Brasileiro:1982,[3] 1986[8]
- Liga Nacional:1989-90[8]
- Campeonato Brasileiro:1987[8]
- Campeonato Carioca:1986[8]
- Campeonato Paulista:1982[2]

## Premiações individuais
[carece de fontes?]